# 伍德萊克 (明尼蘇達州)
伍德萊克（英語：Wood Lake）是一個位於美國明尼蘇達州耶洛梅德辛縣的城市。

## 人口
根據2020年美國人口普查的數據，伍德萊克的面積為1.95平方千米，皆為陸地。當地共有人口381人，而人口密度為每平方千米195人。